# Красный Октябрь (Макеевский городской совет)

Военизированная горноспасательная часть

Красный Октябрь (укр. Красний Октябр) / Липское (укр. Липське) — посёлок Советского района г. Макеевки Донецкой области. Находится под контролем самопровозглашённой Донецкой Народной Республики.

## География

#### Соседние населённые пункты по странам света
З: город Макеевка
СЗ: Орехово, Большое Орехово
С: Лесное, Нижняя Крынка
СВ: —
В: Липовое
ЮВ: Горное
Ю: город Харцызск
ЮЗ: Колосниково

## История
12 мая 2016 года Верховная Рада Украины присвоила посёлку название Липское в рамках кампании по декоммунизации на Украине. Переименование не было признано властями самопровозглашенной ДНР. 

## Общая информация
Состоит из двух «частей», непосредственно сам посёлок и отдельный горноспасательный городок, образованный при открытии горноспасательной части.

## Население
Численность населения на 1 января 2019 года — 892 человека.